# John Lynch (aktor)
John Lynch (ur. 26 grudnia 1961 w Corrinshego) – irlandzki aktor, scenarzysta, reżyser i producent filmowy, telewizyjny i teatralny.

## Życiorys

### Wczesne lata
Urodził się w Corrinshego, małej wiosce położonej na zachód od Newry, w hrabstwie Armagh, w Irlandii Północnej w rodzinie Włoszki Rosiny Pavone i rzymskokatolickiej Irlandczyka jako najstarszy z pięciorga dzieci. Ma dwie siostry – Susan (ur. 5 czerwca 1971) i Pauline. W 1969, kiedy miał osiem lat, rodzina przeniosła się do Armagh. Uczęszczał do St. Colman's College w Newry. Studiował na wydziale teatru w Centralnej Szkole Mowy i Dramatu w Londynie. 

### Kariera
Debiutował na dużym ekranie w dreszczowcu Cal (1984) w tytułowej roli członka IRA, który romansuje z katoliczką (Helen Mirren), wdową po protestanckim policjancie, który zginął rok wcześniej przez IRA. Za rolę tę był nominowany do nagrody Brytyjskej Akademii Filmowej (BAFTA).
Po debiutanckim występie na scenie w przedstawieniu Czechowa Mewa (The Seagull, 1984), razem z Royal Shakespeare Company pojawił się na Broadwayu w sztuce Życie i przygody Nicholasa Nickelby (The Life and Adventures of Nicholas Nickelby, 1986) jako Smike. Rola cierpiącego na schizofrenię kochanka w dramacie australijskim Aniołek (Angel Baby, 1995) z Jacqueline McKenzie przyniosła mu nagrodę Australian Film Institute i krytyków australijskich Film Critics Circle of Australia. Zagrał autentyczną postać Bobby’ego Sandsa, irlandzkiego republikanina, lidera IRA w dramacie Spirala przemocy (Some Mother’s Son, 1996). 
W melodramacie Przypadkowa dziewczyna (Sliding Doors, 1998) wystąpił w roli kochanka-oszusta brytyjskiej kobiety (Gwyneth Paltrow). Jury festiwalu filmowego w Ft. Lauderdale na Florydzie uhonorowało także jego kreację George’a Besta, północnoirlandzkiego piłkarza, wieloletniego zawodnika Manchesteru United w dramacie biograficznym Best – najlepszy z najlepszych (2000), do którego napisał także scenariusz i był producentem. 
Debiutował jako reżyser melodramatu Nocny pociąg (Night Train, 1998) z Johnem Hurtem i Brendą Blethyn.
W 1997 poślubił Mary McGuckian.

## Filmografia

### Filmy kinowe
- 1984: Cal jako Cal
- 1990: Hardware jako Shades
- 1990: 1871 jako O’Brien
- 1991: Edward II jako Spencer
- 1992: Samotne serca (The Railway Station Man) jako Damian Sweeney
- 1993: W imię ojca (In the Name of the Father) jako Paul Hill
- 1993: Tajemniczy ogród (The Secret Garden) jako lord Archibald Craven
- 1994: Słowa na szybie okna (Words Upon the Window Pane) jako John Corbet
- 1994: Tajemnica Roan Inish (The Secret of Roan Inish) jako Tadhg
- 1994: Księżniczka Caraboo (Princess Caraboo') jako Amon McCarthy
- 1995: Aniołek (Angel Baby) jako Harry
- 1995: Nie własny (Nothing Personal) jako Liam
- 1996: Moll Flanders jako Jonathan Fielding
- 1996: Spirala przemocy (Some Mother’s Son) jako Bobby Sands
- 1997: To jest morze (This Is the Sea) jako Padhar McAliskey
- 1997: Wulkan (Volcano) jako Stan Olber
- 1998: Przypadkowa dziewczyna (Sliding Doors) jako Gerry Flannagan
- 2000: Best – najlepszy z najlepszych (Best) jako George Best
- 2002: Evelyn jako pan Wolfe, główny adwokat strony
- 2002: Puckoon jako O’Brien
- 2002: Re-inventing Eddie jako Eddie
- 2003: Łowca obcych (Alien Hunter) jako Michael Straub
- 2003: Zmowa milczenia (Conspiracy of Silence) jako Matthew Francis
- 2004: Most przeznaczenia (The Bridge of San Luis Rey) jako kapitan Alvarado
- 2005: Izolacja (Isolation) jako Dan
- 2005: Lassie jako Sam Carraclough
- 2006: Bob nie jest gejem (Bob's Not Gay)
- 2008: In Tranzit jako Yakov
- 2008: The Tournament jako Faruk Samier
- 2010: Czarna śmierć jako Wolfstan
- 2011: Palący problem jako Bill
- 2018: Paweł, apostoł Chrystusa jako Akwila

### Filmy TV
- 1991: Małpiszon (Chimera) jako Peter Carson
- 1991: Niespodziewanie (Out of the Blue) jako Rudy
- 2001: Kongo (Congo) jako narrator
- 2001: Siódmy strumień (The Seventh Stream) jako Tomas Dunhill
- 2005: Dziecięca wojna (The Baby War) jako Pierce O’Carroll
- 2007: The Yellow House jako Paul Gauguin
- 2008: Proces i surowa kara XVI: Zabicie króla (Trial & Retribution XVI: Kill the King) jako Gary Webster

### Seriale TV
- 1988: Świat przyrody (The Natural World) jako narrator
- 1991: Making Out jako Gavin
- 1993: Kroniki młodego Indiany Jonesa (The Young Indiana Jones Chronicles) jako Sean O’Casey
- 1993: Peak Practice jako ojciec Mel Davey
- 1999: Czerwony karzeł (Red Dwarf) jako Nigel
- 2002: Boston Public jako Jerry
- 2005: Samotnia (Bleak House) jako Nemo
- 2007: Tajniacy (Spooks) jako Davie King
- 2008: Pasja (The Passion) jako Sagan
- 2009, 2012: Przygody Merlina jako Balinor
- 2013–2016: Upadek (The Fall) jako Jim Burns
- 2014: Muszkieterowie jako Luca Sestini
- 2018: Terror jako John Bridgens